# 山本健翔
山本 健翔（やまもと けんしょう、1958年1月16日 - ）は、日本の男性俳優、演出家、声優。島根県出身。円企画所属。

## 来歴
1976年東京都立戸山高等学校卒業。
1979年、円演劇研究所入所。1982年より演劇集団 円の会員となる。

## 人物
声種はバリトン。特技は剣道2段、英語、声色。

## 出演作品

### テレビドラマ
- 隠密八百八町 第5話 - 日覧 役
- 16週
- 忠臣蔵
- 照柿
- 春が来た
- 大河ドラマ
  - 武蔵 MUSASHI
  - 功名が辻 - 穴山梅雪 役
  - 江〜姫たちの戦国〜 - 医師 役
  - 平清盛
- 拘置所の女医2 - 劇中ナレーション

### 映画
- スワロウテイル

### 劇場アニメ
- 犬王（2022年、定一[4]）

### テレビアニメ
- 結界師（2007年、碧闇）
- 閃光のナイトレイド（2010年）

### ゲーム
- Microsoft Flight Simulator X（2007年）

### 吹き替え

#### 映画
- アンダーワールド ビギンズ
- 恋におちたシェイクスピア（ウィリアム・シェイクスピア〈ジョセフ・ファインズ〉[5]）
- マンデラの名もなき看守（ジェイムズ・グレゴリー〈ジョセフ・ファインズ〉）

#### ドラマ
- ER緊急救命室シーズンIX・X（パトリック）
- チャームド 〜魔女3姉妹〜
- ロズウェル - 星の恋人たち

### ナレーション
- オリソンワールド企業VP
- キリン・新ジャイブ
- トヨタVP

### 舞台
- 十二夜
- ガゼソオ
- 遠い日々の人
- 母アンナフィーリアリングとその子供たち
- ロミオとジュリエット
- ロレンザッチォ
- ガラスの動物園[6]

## 著作
- 君もカリスマ超人気者完全マニュアル
- 俳優になるには
- フレッド・アステア 20世紀のショウストッパー
- 声優になるには